# グラハム・レイホール
グラハム・レイホール（Graham Rahal、1989年1月4日 - ）は、アメリカ合衆国・オハイオ州コロンバス生まれのレーシングドライバーである。父親は1986年のインディ500の優勝者のボビー・レイホールである。
日本のメディアではグレアム・レイホールと紹介されることも多い。

## プロフィール
2005年にチャンプカーの下部カテゴリーであるフォーミュラ・アトランティックシリーズで勝利を挙げた。また、同じく下部カテゴリーであるスター・マツダ・シリーズにも参戦し、シリーズランキング4位の成績を残した。
また、2005-2006年のA1グランプリのラスト3戦にレバノンチームから参戦した。レバノン代表として参加できたのは、彼がレバノン人の血筋だからであった。
2006年はフォーミュラ・アトランティックシリーズから改名されたチャンプカー・アトランティック・シリーズにフル参戦した。シリーズ12戦中5勝を挙げ、ランキング2位に入った。
2007年はチャンプカーにステップアップ、ニューマン・ハース・レーシングのセカンドドライバーとして参戦した。チームメイトはチャンプカーで最も成功したドライバーであるセバスチャン・ボーデであった。第3戦のヒューストン市街地でのレースで2位に入り、初の表彰台に立った。これは、チャンプカー史上最年少での表彰台であった。シーズンを通して勝利を挙げることはできなかったが、4回表彰台に上がり(2位1回、3位3回)、ルーキートップのランキング5位に入った。
また、この年はデイトナ24時間レースとセブリング12時間レースにも参戦した。セブリング12時間レースではGT2クラスで6位に入った。
2008年はチャンプカーとインディカー・シリーズが統合されたことに伴い、ニューマン・ハース・レーシングのドライバーとしてインディカー・シリーズに参戦することになった。しかし、開幕戦のホームステッドは、直前のテストでクラッシュしてマシンを大破させてしまい、修復が間に合わなかったために欠場した。
デビュー戦となった第2戦セント・ピーターズバーグでは予選で9番手を獲得すると、決勝ではチームの作戦が上手く決まり、デビュー戦で優勝を果たした。この優勝はマルコ・アンドレッティのもつアメリカのメジャー・オープンホイール・レースの最年少優勝記録を更新する19歳と93日での優勝であった。
この年、初めて参加したインディ500では予選では13位に入ったが、決勝では序盤でリタイアに終わり、シーズンを通した成績では、デビュー戦の優勝以外は2度の8位が最高で、シリーズランキングは17位で、これはルーキーの中では4番手の成績であった。
2009年も引き続きニューマン・ハース・レーシングからインディカー・シリーズに参戦している。
開幕戦のセント・ピーターズバーグでは最年少記録を更新する20歳と90日でポールポジションを獲得、前年の最年少優勝記録に続き、マルコ・アンドレッティのもつ記録を更新した。決勝ではオープニングラップの接触で遅れ、最下位から追い上げて7位フィニッシュとなった。また、第3戦カンザスではオーバルコースでの初ポールポジションを獲得した。
2回目の参戦となるインディ500では予選4位を獲得したが決勝はリタイアに終わった。
この年は優勝はなかったものの、オーバルコースのリッチモンドともてぎで3位でフィニッシュした。またトップ10フィニッシュを9回記録、シリーズランキングは前年の成績を大きく上回る7位であった。
2010年はチームを移籍し、サラ・フィッシャー・レーシングからインディカー・シリーズの第2戦のセントピーターズバーグと第3戦のバーバーに参戦することが発表された。その後、古巣のニューマン・ハース・レーシングから参戦する話も出ていたものの、第4戦のロングビーチもサラ・フィッシャー・レーシングから出走した。第6戦のインディ500では父親のチーム、レイホール・レターマン・レーシングから参戦し予選7位、決勝12位の成績を残した。第8戦のアイオワでは、インディ500で負傷したマイク・コンウェイに代わりドレイヤー&レインボールド・レーシングから参戦、ラップリーダーを記録し9位でフィニッシュした。第10戦のトロントからは去年所属したニューマン・ハース・レーシングに復帰することが発表され、トロント以降の8戦中6戦に同チームから参戦した。また、ニューマン・ハース・レーシングから参戦予定がなかった第15戦のケンタッキーにはサラ・フィッシャー・レーシングから参戦した。
この年は異なる4チームから全17戦中12戦に参戦し、トップ10フィニッシュを7回記録、最高位は第10戦トロントの5位だった。シリーズランキングは20位で、これは全レースに参戦していないドライバーの中ではトップの成績だった。
2011年はチップ・ガナッシ・レーシングからインディカー・シリーズに参戦することが発表された。第4戦サンパウロでは予選5番手からスタートしたものの、スピンをして一旦は大きく順位を落とした。しかし、フルコースコーションを利用してジャンプアップし最終的には2位でゴールして自身2シーズンぶりの表彰台を獲得した。次の第5戦のインディ500では29番手スタートから3位表彰台を獲得した。この年は優勝こそなかったものの3度の表彰台を記録しランキング9位でシーズンを終えた。また、この年のデイトナ24時間レースでは優勝を果たしている。
2013年は、父親のボビー・レイホールが運営する、レイホール・レターマン・ラニガン・レーシング(RLL)に移籍。3戦目のロングビーチで2位表彰台を獲得。アイオワで5位、ヒューストンのレース1で7位といくつかの活躍はあったものの、それ以外は低調な成績に終わり、シーズン18位で終える。
2014年もRLLからエントリーするが、成績は奮わず、デトロイトレース1での2位表彰台はあったものの、シングルフィニッシュがシーズン4回と低迷。シーズンは19位で終える。
2015年もRLLからエントリー。シーズン序盤から好調で、4戦目のアラバマで2位表彰台、5戦目のインディグランプリでも2位表彰台を獲得。デトロイトデュアルのレース2では3位表彰台を獲得。第11戦フォンタナは、中盤からトップ争いに加入。終盤のパック・レースを切り抜け、インディカー2勝目を挙げた。

## レース戦績

### アメリカン・オープンホイール

#### アトランティック・チャンピオンシップ
| 年     | チーム                   | 1     | 2      | 3     | 4      | 5      | 6      | 7      | 8     | 9      | 10    | 11    | 12     | 順位 | ポイント |
| ------ | ------------------------ | ----- | ------ | ----- | ------ | ------ | ------ | ------ | ----- | ------ | ----- | ----- | ------ | ---- | -------- |
| 2006年 | コンクエスト・レーシング | LBH 5 | HOU 15 | MTY 1 | POR 27 | CLE1 1 | CLE2 1 | TOR 15 | EDM 2 | SJO 12 | DEN 1 | MTL 1 | ROA 20 | 2位  | 242      |

- 太字はポールポジション、斜字はファステストラップ。(key)

#### チャンプカー・ワールド・シリーズ
| 年     | チーム                                   | シャシー     | エンジン   | 1      | 2     | 3     | 4     | 5     | 6     | 7      | 8     | 9     | 10    | 11    | 12    | 13     | 14    | 順位 | ポイント |
| ------ | ---------------------------------------- | ------------ | ---------- | ------ | ----- | ----- | ----- | ----- | ----- | ------ | ----- | ----- | ----- | ----- | ----- | ------ | ----- | ---- | -------- |
| 2007年 | ニューマン・ハース・ラニガン・レーシング | パノス・DP01 | コスワース | LVG 17 | LBH 8 | HOU 2 | POR 9 | CLE 8 | MTT 7 | TOR 11 | EDM 3 | SJO 6 | ROA 3 | ZOL 3 | ASN 9 | SRF 11 | MXC 4 | 5位  | 243      |

- 太字はポールポジション、斜字はファステストラップ。(key)

#### インディカー・シリーズ
| 年     | チーム                                                               | シャシー       | エンジン   | 1       | 2      | 3      | 4       | 5       | 6        | 7       | 8       | 9       | 10      | 11     | 12      | 13      | 14      | 15     | 16     | 17     | 18      | 19     | 順位 | ポイント |
| ------ | -------------------------------------------------------------------- | -------------- | ---------- | ------- | ------ | ------ | ------- | ------- | -------- | ------- | ------- | ------- | ------- | ------ | ------- | ------- | ------- | ------ | ------ | ------ | ------- | ------ | ---- | -------- |
| 2008年 | ニューマン・ハース・ラニガン・レーシング                             | ダラーラ       | ホンダ     | HMS Wth | STP 1  | MOT1   |         | KAN 12  | INDY 33  | MIL 25  | TXS 11  | IOW 10  | RIR 18  | WGL 8  | NSH 12  | MDO 16  | EDM 26  | KTY 25 | SNM 8  | DET 13 | CHI 19  | SRF2 9 | 17位 | 288      |
| 2008年 | ニューマン・ハース・ラニガン・レーシング                             | パノス・DP01   | コスワース |         |        |        | LBH1 13 |         |          |         |         |         |         |        |         |         |         |        |        |        |         |        | 17位 | 288      |
| 2009年 | ニューマン・ハース・ラニガン・レーシング                             | ダラーラ       | ホンダ     | STP 7   | LBH 12 | KAN 7  | INDY 31 | MIL 4   | TXS 22   | IOW 11  | RIR 3   | WGL 13  | TOR 20  | EDM 7  | KTY 5   | MDO 8   | SNM 21  | CHI 5  | MOT 3  | HMS 11 |         |        | 7位  | 385      |
| 2010年 | サラ・フィッシャー・レーシング                                       | ダラーラ       | ホンダ     | SAO     | STP 9  | ALA 17 | LBH 22  | KAN     |          |         |         |         |         |        |         |         |         | KTY 20 |        |        |         |        | 20位 | 235      |
| 2010年 | レイホール・レターマン・ラニガン・レーシング                         | ダラーラ       | ホンダ     |         |        |        |         |         | INDY 12  | TXS     |         |         |         |        |         |         |         |        |        |        |         |        | 20位 | 235      |
| 2010年 | ドレイヤー&レインボールド・レーシング                                | ダラーラ       | ホンダ     |         |        |        |         |         |          |         | IOW 9   | WGL     |         |        |         |         |         |        |        |        |         |        | 20位 | 235      |
| 2010年 | ニューマン・ハース・ラニガン・レーシング                             | ダラーラ       | ホンダ     |         |        |        |         |         |          |         |         |         | TOR 5   | EDM    | MDO 20  | SNM 9   | CHI 10  |        | MOT 8  | HMS 10 |         |        | 20位 | 235      |
| 2011年 | チップ・ガナッシ・レーシング                                         | ダラーラ       | ホンダ     | STP 17  | ALA 18 | LBH 13 | SAO 2   | INDY 3  | TXS 9    | TXS 30  | MIL 2   | IOW 15  | TOR 13  | EDM 25 | MDO 24  | NHM 26  | SNM 8   | BAL 10 | MOT 12 | KTY 12 | LVS3 C  |        | 9位  | 320      |
| 2012年 | チップ・ガナッシ・レーシング                                         | ダラーラ・DW12 | ホンダ     | STP 12  | ALA 4  | LBH 24 | SAO 16  | INDY 13 | DET 19   | TXS 2   | MIL 9   | IOW 9   | TOR 23  | EDM 4  | MDO 11  | SNM 5   | BAL 11  | FON 6  |        |        |         |        | 10位 | 333      |
| 2013年 | レイホール・レターマン・ラニガン・レーシング                         | ダラーラ・DW12 | ホンダ     | STP 13  | ALA 21 | LBH 2  | SAO 22  | INDY 25 | DET1 9   | DET2 9  | TXS 21  | MIL 16  | IOW 5   | POC 18 | TOR1 20 | TOR2 13 | MDO 18  | SNM 11 | BAL 17 | HOU1 7 | HOU2 18 | FON 15 | 18位 | 319      |
| 2014年 | レイホール・レターマン・ラニガン・レーシング                         | ダラーラ・DW12 | ホンダ     | STP 14  | LBH 13 | ALA 17 | IMS 21  | INDY 33 | DET1 2   | DET2 21 | TXS 12  | HOU1 11 | HOU2 16 | POC 19 | IOW 7   | TOR1 6  | TOR2 20 | MDO 5  | MIL 14 | SNM 20 | FON 18  |        | 19位 | 345      |
| 2015年 | レイホール・レターマン・ラニガン・レーシング                         | ダラーラ・DW12 | ホンダ     | STP 11  | NLA 8  | LBH 11 | ALA 2   | IMS 2   | INDY 5   | DET1 23 | DET2 3  | TXS 15  | TOR 9   | FON 1  | MIL 3   | IOW 4   | MDO 1   | POC 20 | SNM 18 |        |         |        | 4位  | 490      |
| 2016年 | レイホール・レターマン・ラニガン・レーシング                         | ダラーラ・DW12 | ホンダ     | STP 16  | PHX 5  | LBH 15 | ALA 2   | IMS 4   | INDY 14  | DET1 4  | DET2 11 | RDA 3   | IOW 16  | TOR 13 | MDO 4   | POC 11  | TXS 1   | WGL 21 | SNM 2  |        |         |        | 5位  | 484      |
| 2017年 | レイホール・レターマン・ラニガン・レーシング                         | ダラーラ・DW12 | ホンダ     | STP 17  | LBH 10 | ALA 13 | PHX 21  | IMS 6   | INDY 12  | DET1 1  | DET2 1  | TXS 4   | ROA 8   | IOW 5  | TOR 9   | MDO 3   | POC 9   | GTW 12 | WGL 5  | SNM 6  |         |        | 6位  | 522      |
| 2018年 | レイホール・レターマン・ラニガン・レーシング                         | ダラーラ・DW12 | ホンダ     | STP 2   | PHX 9  | LBH 5  | ALA 7   | IMS 9   | INDY 10  | DET1 23 | DET2 5  | TXS 6   | ROA 6   | IOW 7  | TOR 21  | MDO 9   | POC 14  | GTW 10 | POR 23 | SNM 23 |         |        | 8位  | 392      |
| 2019年 | レイホール・レターマン・ラニガン・レーシング                         | ダラーラ・DW12 | ホンダ     | STP 12  | COA 4  | ALA 23 | LBH 4   | IMS 9   | INDY 27  | DET1 7  | DET2 7  | TXS 3   | RDA 4   | TOR 9  | IOW 8   | MDO 9   | POC 9   | GTW 18 | POR 23 | LAG 12 |         |        | 10位 | 389      |
| 2020年 | レイホール・レターマン・ラニガン・レーシング                         | ダラーラ・DW12 | ホンダ     | TXS 17  | IMS 2  | ROD1 7 | ROD2 23 | IOW1 12 | IOW2 3   | INDY 3  | GTW1 18 | GTW2 20 | MDO1 4  | MDO2 4 | IMS1 7  | IMS2 7  | STP 9   |        |        |        |         |        | 6位  | 377      |
| 2021年 | レイホール・レターマン・ラニガン・レーシング                         | ダラーラ・DW12 | ホンダ     | ALA 7   | STP 15 | TXS 5  | TXS 3   | IMS 5   | INDY 32  | DET 5   | DET 5   | ROA 11  | MDO 6   | NSH 5  | IMS 7   | GTW 23  | POR 10* | LAG 4  | LBH 16 |        |         |        | 7位  | 389      |
| 2022年 | レイホール・レターマン・ラニガン・レーシング                         | ダラーラ・DW12 | ホンダ     | STP 7   | TXS 22 | LBH 7  | ALA 8   | IMS 16  | INDY 14  | DET 26  | ROA 8   | MDO 12  | TOR 4   | IOW 9  | IOW 14  | IMS 7   | NSH 23  | GTW 10 | POR 5  | LAG 18 |         |        | 11位 | 345      |
| 2023年 | レイホール・レターマン・ラニガン・レーシング                         | ダラーラ・DW12 | ホンダ     | STP 6   | TXS 24 | LBH 12 | ALA 17  | IMS 10  | INDY DNQ | DET 25  | ROA 11  | MDO 7   | TOR 9   | IOW 28 | IOW 20  | NSH 15  | IMS 2*  | GTW 20 | POR 12 | LAG 27 |         |        | 15位 | 276      |
| 2023年 | ドレイヤー&レインボールド・レーシング キューシック・モータースポーツ | ダラーラ・DW12 | シボレー   |         |        |        |         |         | INDY 22  |         |         |         |         |        |         |         |         |        |        |        |         |        | 15位 | 276      |
| 2024年 | レイホール・レターマン・ラニガン・レーシング                         | ダラーラ・DW12 | ホンダ     | STP 14  | THE 11 | LBH 17 | ALA 11  | IMS 9   | INDY 15  | DET 15  | ROA 10  | LAG 24  | MDO 18  | IOW 16 | IOW 8   | TOR 10  | GTW 23  | POR 9  | MIL 20 | MIL 23 | NSH 23  |        | 18位 | 251      |

- 太字はポールポジション、斜字はファステストラップ。(key)
- 1 同日に開催された
- 2 ノンタイトル戦
- 3 決勝レース中に多重クラッシュが発生し、この影響でダン・ウェルドンが死亡する事態となる。そのためレースはクラッシュが発生した11周目を以て中止となった。

##### インディ500
| 年     | シャシー       | エンジン | スタート | フィニッシュ | チーム                                                                 |
| ------ | -------------- | -------- | -------- | ------------ | ---------------------------------------------------------------------- |
| 2008年 | ダラーラ       | ホンダ   | 13       | 33           | ニューマン・ハース・ラニガン・レーシング                               |
| 2009年 | ダラーラ       | ホンダ   | 4        | 31           | ニューマン・ハース・ラニガン・レーシング                               |
| 2010年 | ダラーラ       | ホンダ   | 7        | 12           | レイホール・レターマン・レーシング                                     |
| 2011年 | ダラーラ       | ホンダ   | 30       | 3            | チップ・ガナッシ・レーシング                                           |
| 2012年 | ダラーラ・DW12 | ホンダ   | 12       | 13           | チップ・ガナッシ・レーシング                                           |
| 2013年 | ダラーラ・DW12 | ホンダ   | 26       | 25           | レイホール・レターマン・ラニガン・レーシング                           |
| 2014年 | ダラーラ・DW12 | ホンダ   | 20       | 33           | レイホール・レターマン・ラニガン・レーシング                           |
| 2015年 | ダラーラ・DW12 | ホンダ   | 17       | 5            | レイホール・レターマン・ラニガン・レーシング                           |
| 2016年 | ダラーラ・DW12 | ホンダ   | 26       | 14           | レイホール・レターマン・ラニガン・レーシング                           |
| 2017年 | ダラーラ・DW12 | ホンダ   | 14       | 12           | レイホール・レターマン・ラニガン・レーシング                           |
| 2018年 | ダラーラ・DW12 | ホンダ   | 30       | 10           | レイホール・レターマン・ラニガン・レーシング                           |
| 2019年 | ダラーラ・DW12 | ホンダ   | 17       | 27           | レイホール・レターマン・ラニガン・レーシング                           |
| 2020年 | ダラーラ・DW12 | ホンダ   | 8        | 3            | レイホール・レターマン・ラニガン・レーシング                           |
| 2021年 | ダラーラ・DW12 | ホンダ   | 18       | 32           | レイホール・レターマン・ラニガン・レーシング                           |
| 2022年 | ダラーラ・DW12 | ホンダ   | 21       | 14           | レイホール・レターマン・ラニガン・レーシング                           |
| 2023年 | ダラーラ・DW12 | ホンダ   | DNQ      | DNQ          | レイホール・レターマン・ラニガン・レーシング                           |
| 2023年 | ダラーラ・DW12 | シボレー | 33       | 22           | ドレイヤー&レインボールド・レーシング / キューシック・モータースポーツ |
| 2024年 | ダラーラ・DW12 | ホンダ   | 33       | 15           | レイホール・レターマン・ラニガン・レーシング                           |

### デイトナ24時間レース
| デイトナ24時間レース 結果 | デイトナ24時間レース 結果                             | デイトナ24時間レース 結果                                               | デイトナ24時間レース 結果 | デイトナ24時間レース 結果 | デイトナ24時間レース 結果 | デイトナ24時間レース 結果 | デイトナ24時間レース 結果 |
| 年                        | チーム                                                | コ・ドライバー                                                          | 車                        | クラス                    | 周回                      | 順位                      | クラス 順位               |
| ------------------------- | ----------------------------------------------------- | ----------------------------------------------------------------------- | ------------------------- | ------------------------- | ------------------------- | ------------------------- | ------------------------- |
| 2006年                    | タフェル・レーシング                                  | ヴォルフ・ヘンツラー ロビン・リデル ヨハネス・ヴァン・オーバービーク    | ポルシェ・911 GT3 Cup     | GT                        | 670                       | 16位                      | 6位                       |
| 2007年                    | サウザード・モータースポーツ                          | シェーン・ルイス ランディ・ルールマン エリオット・フォーブス=ロビンソン | ライリー・Mk. XI-レクサス | DP                        | 214                       | DNF                       | DNF                       |
| 2008年                    | マイケル・シャンク・レーシング                        | マーク・パターソン ジャスティン・ウィルソン オズワルド・ネグリ Jr.      | ライリー・Mk. XI-フォード | DP                        | 680                       | 6位                       | 6位                       |
| 2011年                    | チップ・ガナッシ・レーシング フェリックス・サバテス   | ジョーイ・ハンド スコット・プルーエット メモ・ロハス                    | ライリー・Mk. XX-BMW      | DP                        | 721                       | 1位                       | 1位                       |
| 2012年                    | チップ・ガナッシ・レーシング フェリックス・サバテス   | ジョーイ・ハンド スコット・プルーエット メモ・ロハス                    | ライリー・Mk. XXVI-BMW    | DP                        | 757                       | 6位                       | 6位                       |
| 2014年                    | BMW・チームRLL                                        | ジョン・エドワーズ ディルク・ミューラー ディルク・ヴェルナー            | BMW・Z4 GTE               | GTLM                      | 668                       | 14位                      | 4位                       |
| 2015年                    | BMW・チームRLL                                        | ジョン・エドワーズ ルーカス・ルーア イェンス・クリングマン              | BMW・Z4 GTE               | GTLM                      | 701                       | 14位                      | 4位                       |
| 2016年                    | BMW・チームRLL                                        | ジョン・エドワーズ ルーカス・ルーア クノ・ウィットマー                  | BMW・M6 GTLM              | GTLM                      | 360                       | DNF                       | DNF                       |
| 2017年                    | マイケル・シャンク・レーシング カーブ・アガジャニアン | アンディ・ラリー キャサリン・レッグ マーク・ウィルキンス                | アキュラ・NSX GT3         | GTD                       | 617                       | 29位                      | 11位                      |
| 2018年                    | アキュラ・チーム・ペンスキー                          | リッキー・テイラー エリオ・カストロネベス                               | アキュラ・ARX-05          | P                         | 793                       | 9位                       | 9位                       |